# Presečina
Presečina (en serbe cyrillique : Пресечина) est un village de Serbie situé sur le territoire de la Ville de Leskovac, district de Jablanica. Au recensement de 2011, il comptait 360 habitants.

## Géographie

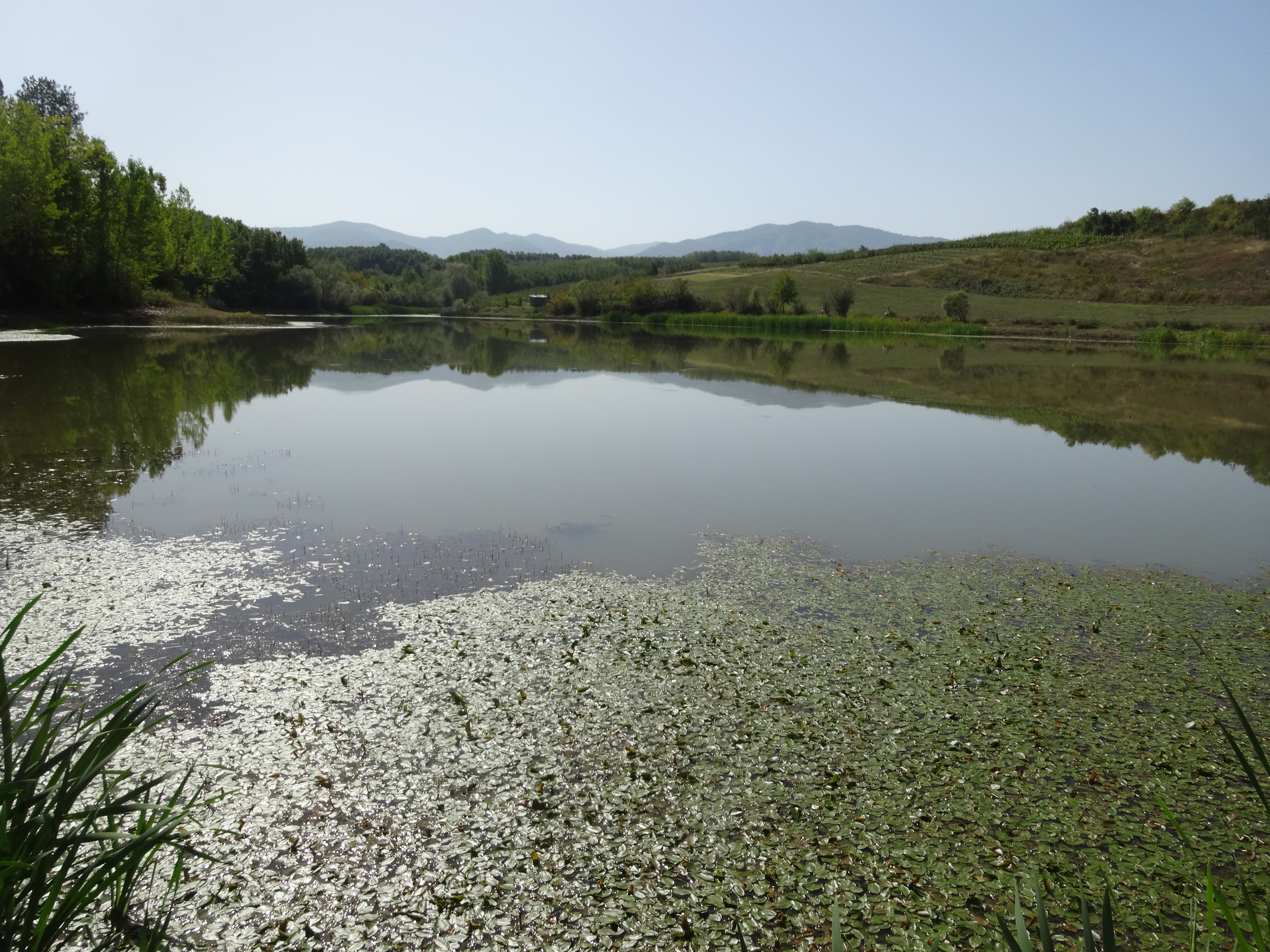
Le lac de Presečina

## Démographie

### Évolution historique de la population
| 1948 | 1953 | 1961 | 1971 | 1981 | 1991 | 2002 | 2011 |
| ---- | ---- | ---- | ---- | ---- | ---- | ---- | ---- |
| 381  | 411  | 417  | 445  | 424  | 478  | 448  | 360  |

|  |